# Женщины Лазаря
«Женщины Лазаря» — роман писательницы современной русской литературы Марины Степновой. Победитель «Большой книги» 2012 года (третья премия), номинант «Национального бестселлера-2012», номинант «Русский Букер».

## Общая информация
Первое издание романа «Женщины Лазаря» было опубликовано издательством «АСТ» в Москве в 2011 году. В дальнейшем книга постоянно выпускалась отдельным тиражом. Роман популярен у современного читателя на русском языке и переведён на 25 других языков.
По мнению литературоведов роман написан хорошо, но старомодно. Текст недостаточно вычищен, есть место несопоставимой времени матерной лексике.

## Сюжет
Семейная сага «Женщины Лазаря» охватывает период от начала XX века и до современных дней. Это текст о большой любви и в то же время нелюбви. Лазарь Линдт представлен в романе гениальным учёным и большим ребёнком одновременно. Он — связующее звено к трём женским судьбам.
Первая женщина, юношеская любовь Лазаря — бездетная Маруся, жена его старшего приятеля. Вторая — молоденькая Галина, в которую он влюбился после войны, находясь в закрытом городе N. Ещё одна «женщина Лазаря» — это внучка-сирота Лида, которая отличается гениальной натурой и мечтает о собственном доме, полном тепла и уюта.
Отдельным персонажем книги выступает старый дом — «Марусин дом», которые через целую эпоху от Маруси, первой «женщины Лазаря», достаётся Лидочке и тем самым завершает сюжетную цепь.

## Критика
Максим Лаврентьев высказался о романе «Женщины Лазаря»:
«…произвёл сильнейшее впечатление сам роман. Внешняя линия сюжета, а именно история советского „секретного физика“, его любовных взаимоотношений с женщинами, интересовала меня лишь постольку, поскольку за житейской историей с начальных страниц постепенно стало проступать и разворачиваться в подтексте нечто иное — не совсем даже библейское, хотя отсылка к Новому Завету очевидна уже в заглавии, а то, что, пожалуй, не может быть вполне выражено вербально, ибо, как говорит Гессе устами одного из своих лучших героев, „слова вредят тайному смыслу“».
Виктор Топоров также обратил своё внимание на роман, сочтя что он написан «избыточно хорошо, но несколько старомодно», со стилистическими огрехами: «С собственным отношением к роману „Женщины Лазаря“ мне определиться трудно. Во-первых, я не понимаю, талантливая ли это проза или всего-навсего её (талантливой прозы) талантливая имитация. Чтение или чтиво? Есть, правда, и промежуточный вариант: высокое чтиво. Во-вторых, Степнова (как та же Улицкая) пишет по преимуществу, если не исключительно, для женщин. Курицын вот андрогин, а я нет. То есть, беря на себя смелость судить о романе как критик, я не вхожу в его референтную группу как читатель. Ну и, в-третьих, я категорически не понимаю, о чём этот роман, а главное, зачем».

## Награды
- 2012 — Большая книга, третья премия Национальный бестселлер
- 2012 — номинант премии «Ясная Поляна»
- 2012 — номинант премии «Русский Букер»
- 2012 — номинант премии «Русский Букер Большая Книга»
- 2012 — номинант Победитель читательского интернет-голосования